# Раманаускайте, Рита
Рита Раманаускайте (лит. Rita Ramanauskaitė; род. 22 ноября 1970, Каунас) — литовская легкоатлетка, специалистка по метанию копья. Выступала на профессиональном уровне в 1994—2010 годах, многократная победительница и призёрка первенств национального значения, участница трёх летних Олимпийских игр.

## Биография
Рита Раманаускайте родилась 22 ноября 1970 года в Каунасе, Литовская ССР.
Впервые заявила о себе на международном уровне в сезоне 1994 года, когда вошла в состав литовской сборной и выступила на чемпионате Европы в Хельсинки, где в метании копья стала пятой.
В 1995 году в той же дисциплине выступила на чемпионате мира в Гётеборге, на сей раз в финал не вышла.
В июле 1996 года на соревнованиях в Лозанне установила свой личный рекорд с копьём старого образца — 65,46 метра. Благодаря череде удачных выступлений удостоилась права защищать честь страны на летних Олимпийских играх в Атланте — на предварительном квалификационном этапе метнула копьё на 56,94 метра, чего оказалось недостаточно для выхода в финальную стадию.
На чемпионате мира 1997 года в Афинах заняла итоговое 12-е место.
В 1998 году на чемпионате Европы в Будапеште показала 11-й результат.
В 1999 году отметилась выступлением на чемпионате мира в Севилье.
В июне 2000 года на соревнованиях в Париже установила личный рекорд с копьём нового образца — 62,69 метра, тогда как в августе одержала победу на чемпионате Литвы в Каунасе. Принимала участие в Олимпийских играх в Сиднее, где в квалификации метнула копьё на 59,21 метра.
В 2001 году вновь стала чемпионкой Литвы в метании копья, выступала на чемпионате мира в Эдмонтоне.
На чемпионате Литвы 2002 года получила серебро, уступив Индре Якубайтите.
В 2003 году вернула себе титул национальной чемпионки, участвовала в чемпионате мира в Париже.
В 2004 году добавила в послужной список ещё одно золото национального чемпионата, благополучно прошла отбор на Олимпийские игры в Афинах — здесь метнула копьё на 55,17 метра и вновь в финал не вышла.
В 2006 году в очередной раз одержала победу на чемпионате Литвы в метании копья.
Завершила спортивную карьеру по окончании сезона 2010 года.